# 科学通报
科学通报（Science Bulletin）是由中国科学院和国家自然科学基金委员会共同主办的多学科科学期刊，主要关注自然科学各领域的研究，於每月10日、20日、30日（2月則為最后一天）出版，期刊創刊於1950年。
自2011年起，該期刊內的論文以知识共享许可协议开放获取形式发表，但自2014年起，科学通报只有部分論文以知识共享许可协议形式发表。
英文版由中國科學雜誌社委託愛思唯爾出版。科学通报早期是中英文對照出版。2014年，科学通报分别设立中文版和英文版编委会，《科学通报》分為中文版、英文版，分別投稿。2015年，科学通报英文版名稱Chinese Science Bulletin更名为Science Bulletin。
根据《期刊引证报告》，该期刊2018年的影响因子为6.277。 
该期刊在2018年被中华人民共和国国家新闻出版广电总局新闻报刊司评为2017年全国“百强报刊”。